# 아파기
아파기(阿波伎,?~?)는 탐라국의 왕자로, 661년에 탐라에 표착한 일본 견당사 일행을 따라 일본에 방문했다.

## 참고 자료
- 《日本書紀 三》. 岩波文庫. 岩波書店. 1994. 다음 글자 무시됨: ‘和書’ (도움말)
- 《日本書紀 四》. 岩波文庫. 岩波書店. 1995. 다음 글자 무시됨: ‘和書’ (도움말)
- 《日本書紀 全現代語訳 上》. 講談社学術文庫. 번역 宇治谷孟. 講談社. 1988. 다음 글자 무시됨: ‘和書’ (도움말)
- 《日本書紀 全現代語訳 下》. 講談社学術文庫. 번역 宇治谷孟. 講談社. 1988. 다음 글자 무시됨: ‘和書’ (도움말)
- 大林太良, 편집. (1995). 《海をこえての交流》. 日本の古代 3. 中公文庫. 다음 글자 무시됨: ‘和書’ (도움말)